# Ейяф'єрдюр

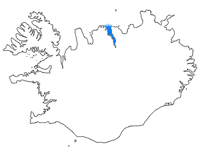
Ейяф'єрдюр, Eyjafjörður

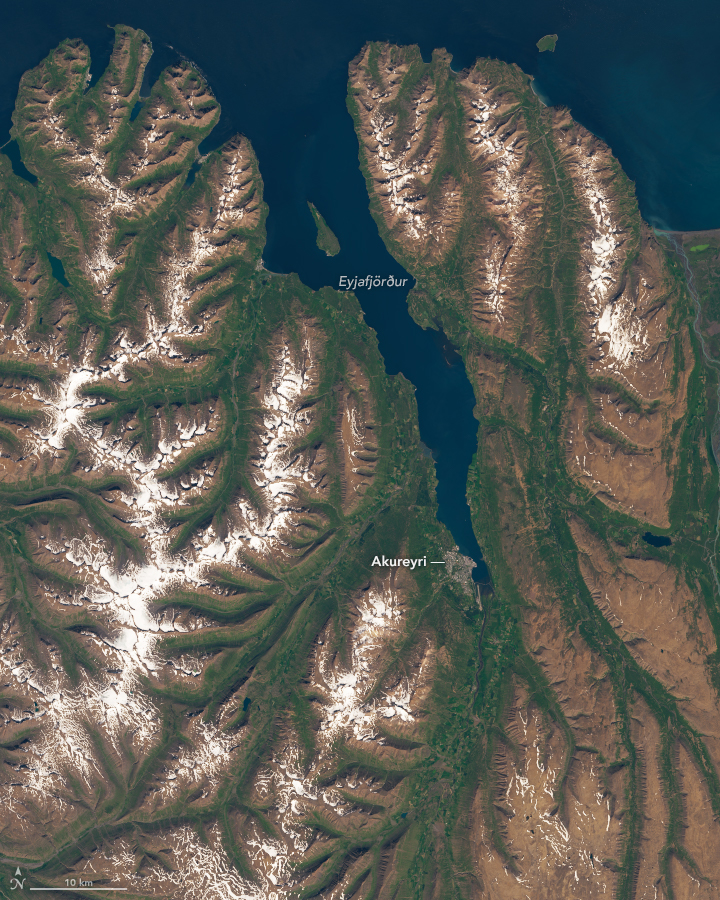
Супутниковий знімок фіорду

65°51′00″ пн. ш. 18°08′00″ зх. д. / 65.85° пн. ш. 18.133333333333° зх. д.
Ейяф'єрдюр (ісл. Eyjafjörður) — фіорд в Ісландії, який лежить у середині землі Нордурланда. Назва дослівно означає "острівний фіорд". Це один з найдовших фіордів країни. Фіорд довгий і вузький: 70 км довжина від витоку до гирла, максимальна ширина 25 км, у більшості місцях 6–10 км завширшки. Фіорд оточений горами з обох сторін; гори вищі на західній стороні на гірському хребті Tröllaskagi. У зовнішній північній частині фіорду уздовж узбережжя немає низин, оскільки круті пагорби занурюються одразу у море. У південній частині є низовини вздовж обох берегів, ширші на західній стороні.  
Кілька річок впадають у фіорд, найбільші — Ейяф'ярдарау (Eyjafjarðará) і Фньоускау (Fnjóská). Загальна чисельність населення навколо фіорду 2008 року становила приблизно 24000 осіб. Найбільшим містом є Акурейрі. Інші селища на березі фіорду: Svalbarðseyri, Hjalteyri, Grenivík, Dalvík, Ólafsfjörður тощо.